# Caledonia (Trinité-et-Tobago)
Pour les articles homonymes, voir Caledonia (homonymie).
Caledonia (en anglais Caledonia Island) est une île dépendante de Trinité-et-Tobago. 

## Description

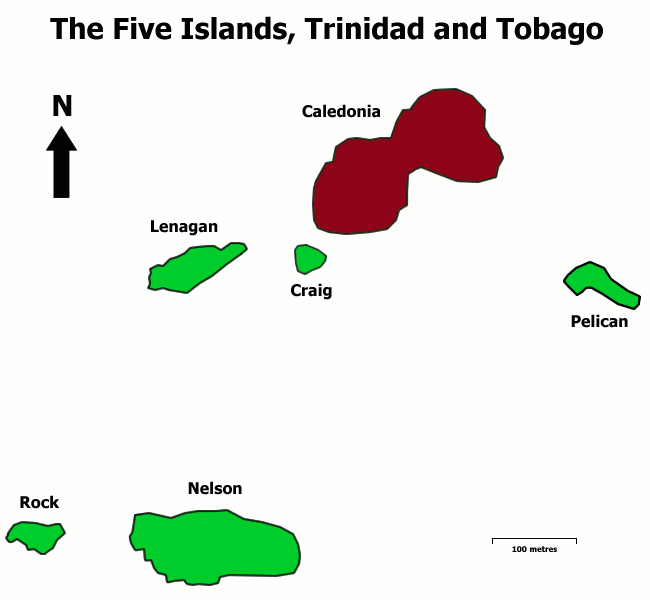
Situation de Caledonia et des « Cinq Îles ».

C'est la plus grande des Five Islands (« Cinq Îles »), un groupe de six petites îles situées à l'ouest de Port-d'Espagne, dans le golfe de Paria. Elle couvre une superficie de 0,02 km2 (6 acres) et s'élève jusqu'à 50 mètres (164 feet) au-dessus du niveau de la mer.
Lors de la Seconde Guerre mondiale, plusieurs centaines de réfugiés allemands, considérés comme alien enemies par les Britanniques, seront internés dans l'île.